# كيث موريس
كيث موريس (بالإنجليزية: Keith Morris)‏ هو مغني ومغن مؤلف أمريكي، ولد في 18 سبتمبر 1955 في لوس أنجلوس في الولايات المتحدة.

## السيرة الشخصية
ولد موريس في 18 سبتمبر 1955 ونشأ في شاطئ هيرموسا بولاية كاليفورنيا. كان والده، جيري، عازفًا ناشئًا لموسيقى الجاز في شبابه وتمرن مع مجموعات موسيقى الجاز الزائرة في مقهى المنارة. افتتح جيري في وقت لاحق متجرًا في السبعينيات وأقام صداقة مع منتج تسجيل الجاز أوزي كادينا (أصبح كل من ابني كيث وديز، مغنيين في فرقة الراية السوداء ).
حضر كيث مدرسة ميرا كوستا الثانوية، حيث كان الأخوان جريج وريموند جين طلابًا أيضًا، وتخرجا في عام 1973. ثم درس الفنون الجميلة والرسم في مركز باسادينا للفنون أثناء عمله في متجر والده. أحد زملائه في المتجر كان بيل ستيفنسون، وهو طالب في مدرسة ميرا كوستا، قضى ثماني سنوات مع موريس، والذي كان سيصبح أيضًا عضوًا في فرقة الراية السوداء .

## وصلات خارجية
- الموقع الرسمي
- كيث موريس على موقع IMDb (الإنجليزية)
- كيث موريس على موقع ميوزك برينز (الإنجليزية)
- كيث موريس على موقع أول ميوزيك (الإنجليزية)
- كيث موريس على موقع ديسكوغز (الإنجليزية)
- كيث موريس على موقع قاعدة بيانات الفيلم (الإنجليزية)